# 轉座病毒科
轉座病毒科（Metaviridae）又譯作變化病毒科或變換病毒科，是一種擁有反轉錄聚合酶的病毒，型態為單鏈RNA。該類病毒主要感染真菌和無脊椎動物。
下有兩個屬：
- 轉座病毒屬（Metavirus）
- 漂遊病毒屬（Errantivirus），又譯作遊移病毒屬、漂移病毒屬。